# III. Valdemár dán király
III. Valdemár Eriksson (1314 – 1364) dán király 1326-tól 1330-ig.
Erik Valdemarsson schleswigi herceg fiaként és Ábel dán király férfiági ükunokájaként született, és II. Kristóf elűzése után az ország kormányzója, Jütlandi Gerhard királlyá koronáztatta gyámfiát, ám 1330-ban megfosztották a tróntól, és visszahelyezték II. Kristófot. Ezek után visszavonult Schleswigbe és ott halt meg.

## Gyermekei
Valdemár felesége Schwerini Richardis (? – 1384) volt, aki két gyermeket szült a férjének:
- Henrik[5] (1342 – 1375 augusztusa)
- Valdemár[5] (? – 1364 k.)